# کنسرواتوار لویو

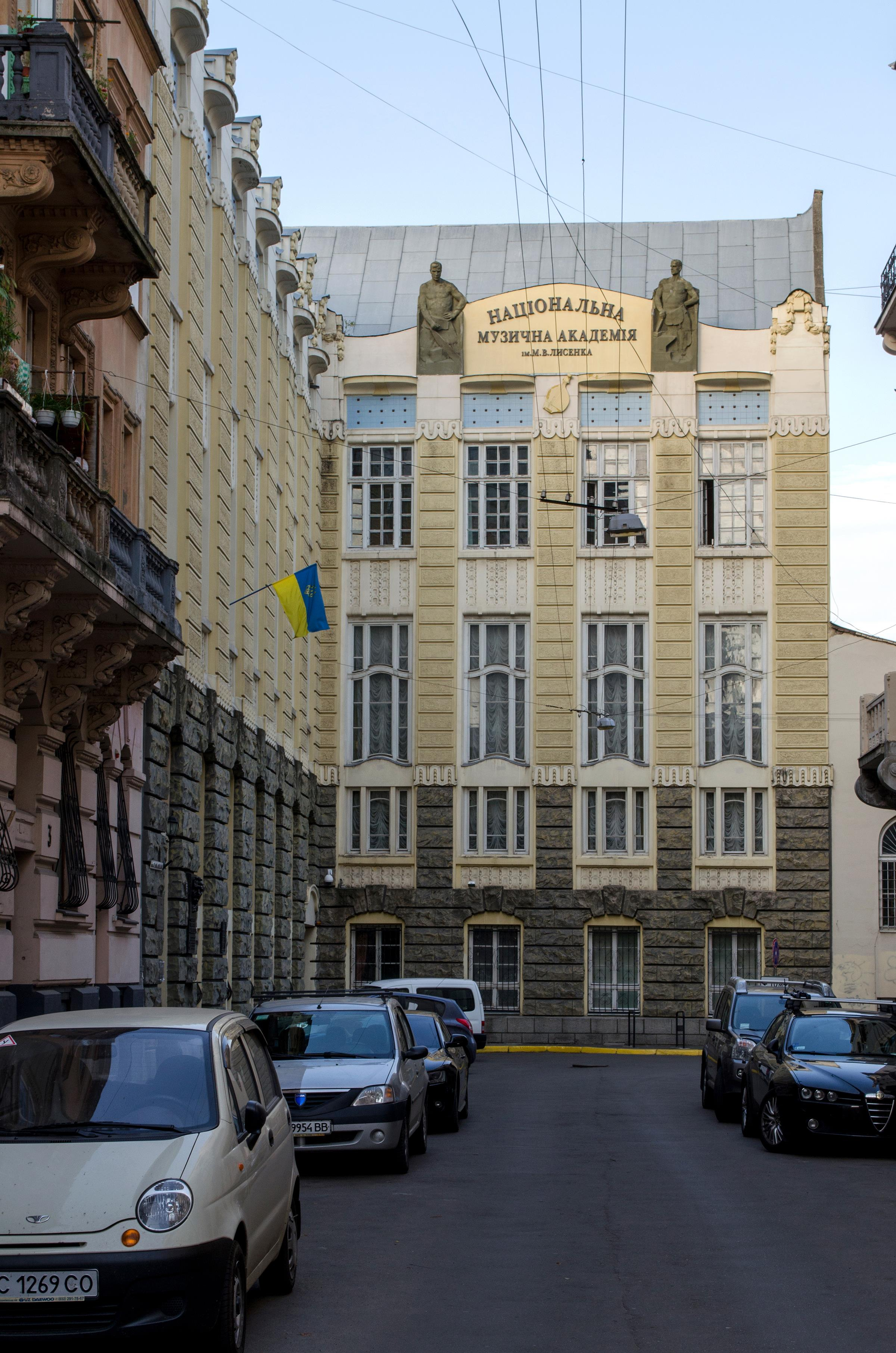
آکادمی ملی موسیقی لویو

کنسرواتوار لویو (انگلیسی: Lviv Conservatory) یا آکادمی ملی موسیقی لویو نامیده‌شده به افتخار میکولا لیسنکو (اوکراینی: Львівська національна музична академія імені Миколи Лисенка) که به اختصار LNMA نامیده می‌شود، یک هنرستان عالی موسیقی در شهر لویو اوکراین است.
سابقهٔ این مرکز آموزشی به دورانی بر می‌گردد که فرانتس کساور ولفگانگ موتسارت «جامعهٔ سنت سیسیلیا» را بنیان نهاد. بعدها نخستین جامعهٔ موسیقی این شهر در سال ۱۸۳۸ میلادی با نام «جامعهٔ آموزش موسیقی گالیسیا» شروع به کار کرد. نخستین رئیس این انجمن کارول میکولی، از شاگردان فردریک شوپن بود. همانند تمامی مراکز آموزشی آن دوران در پادشاهی گالیسیا و لودومریا، زبان آموزشی این مرکز آلمانی و لهستانی بود و اقلیت اوکراینی شهر لویو در آن هنگام مجبور شدند «مؤسسهٔ عالی موسیقی میکولا لیسنکو» را برای خودشان تأسیس کردند که زبان آموزشی‌اش اوکراینی و یکی از معلمان برجسته‌اش واسیل باروینسکی بود. «جامعهٔ آموزش موسیقی گالیسیا» کمی بعد نامش را به «جامعهٔ موسیقی لهستان» تغییر داد و تا سال ۱۹۳۹ میلادی به‌طور جداگانه و همزمان با «مؤسسهٔ عالی موسیقی میکولا لیسنکو» فعالیت داشت. پس از تهاجم به لهستان، شهر لویو به تصرف نیروهای ارتش سرخ اتحاد جماهیر شوروی سوسیالیستی درآمد و این مرکز آموزشی در دپارتمان موسیقی‌شناسی دانشگاه لویو ادغام شد. پس از پایان جنگ و خروج نیروهای شوروی، کنسرواتوار لویو به کارش ادامه داد اما تمامی دانشجوها و استادان لهستانی را اخراج کرد. این مرکز در سال ۱۹۹۲ میلادی، نامش را به «آکادمی ملی موسیقی لویو، میکولا لیسنکو» تغییر داد و در سال ۲۰۰۷، ویکتور یوشچنکو رئیس‌جمهور اوکراین، با امضای یک فرمان رسمی، آنرا یک مرکز آموزشی «ملی» اعلام کرد.
میکولا کولسا و میروسلاو اسکوریک از استادان این مرکز بودند.
فهرست برخی از دانش‌آموختگان مشهور این مرکز آموزشی موسیقی عبارتند از: واسیل باروینسکی، میچیسواو هورشوفسکی، الکساندر میخائوفسکی، سولومیا کراشلنیتسکا، ایرنا آندرس، ادوارد اشتویرمن، استفانیا ترکویچ، بوهدانا فرولیاک و روسلانا.